# Афанасенко, Ольга Сильвестровна
Ольга Сильвестровна Афанасенко (род. 1948) — специалист в области защиты растений, академик РАН (2016).

## Биография
Родилась 13 декабря 1948 года в Ленинграде. Дочь профессора Ленинградского сельскохозяйственного института С. И. Боголюбского (1911—1994) и научного сотрудника этого же института И. В. Золотиковой.
В 1971 году окончила Ленинградский СХИ, где во время учёбы работала лаборантом, ассистентом кафедры фитопатологии.
С 1975 года работает во Всероссийском научно-исследовательском институте защиты растений где прошла путь от аспиранта до руководителя лаборатории иммунитета растений к болезням (с 1997 года).
В 1989 году окончила Ленинградский государственный университет.
В 1997 году защитила докторскую диссертацию. С 2005 года заведует кафедрой иммунитета сельскохозяйственных растений СПбГАУ.
В 2007 году присвоено учёное звание профессора.
В 2010 году избрана членом-корреспондентом РАСХН. В 2014 году стала членом-корреспондентом РАН (в рамках присоединения РАСХН к РАН).
В 2016 году избрана академиком РАН.

## Научная деятельность
Видный ученый в области генетики иммунитета и иммунитета растений к болезням.
Научные исследования посвящены проблемам методологического обеспечения селекции сельскохозяйственных растений на устойчивость к болезням.
Под её руководством и при непосредственном участии созданы международный набор сортов — дифференциаторов ячменя для анализа популяций возбудителя сетчатой пятнистости, который используется в России и в европейских странах с 1995 года и межконтинентальный набор сортов — дифференциаторов к использованию на разных континентах.
Выявлено более 30 новых генов устойчивости ячменя к гемибиотрофным патогенам.
Автор более 150 научных трудов, из них 10 книг и брошюр.

### Избранные труды
- Принципы, критерии и технологии стабилизации фитосанитарного состояния агроэкосистем / соавт.: В. А. Павлюшин и др.;Всерос. НИИ защиты растений. — СПб., 2000. — 100 с.
- Каталог государственных коллекций полезных и вредных организмов / соавт.: В. А. Захаренко и др. — М.; СПб, 2001.- 76 с.
- Методические рекомендации по диагностике и методам оценки устойчивости овса к возбудителям пятнистостей листьев / соавт. О. С. Петрова; Всерос. НИИ защиты растений. — СПб.,2003. — 28 с.
- Болезни культурных растений / соавт.: И. Н. Велецкий и др. — СПб., 2005. — 288 с.
- Методологическое обеспечение селекции ячменя на устойчивость к пятнистостям листьев / соавт.: Н. В. Миронени др. // Технологии создания и использ. сортов и гибридов с ко групповой и комплексной устойчивостью к вредным организмам в защите растений. СПб., 2010. С.217-229.
- Рациональное использование генетических ресурсов устойчивости растений к болезням // Пробл . эксперим. ботаники. Купревич. чтения. VIII. Минск, 2011. С.1-48.

## Награды
- Стипендиат Президиума РАН (2000—2003)